# Знамировка
Знамировка (укр. Знамирівка) — село в Цуманской поселковой общине Луцкого района Волынской области Украины.
До 2020 года входило в Киверцовский район.
Код КОАТУУ — 0721887602. Население по переписи 2001 года составляет 298 человек. Почтовый индекс — 45211. Телефонный код — 3365. Занимает площадь 0,662 км².